# نهر تشاوباي

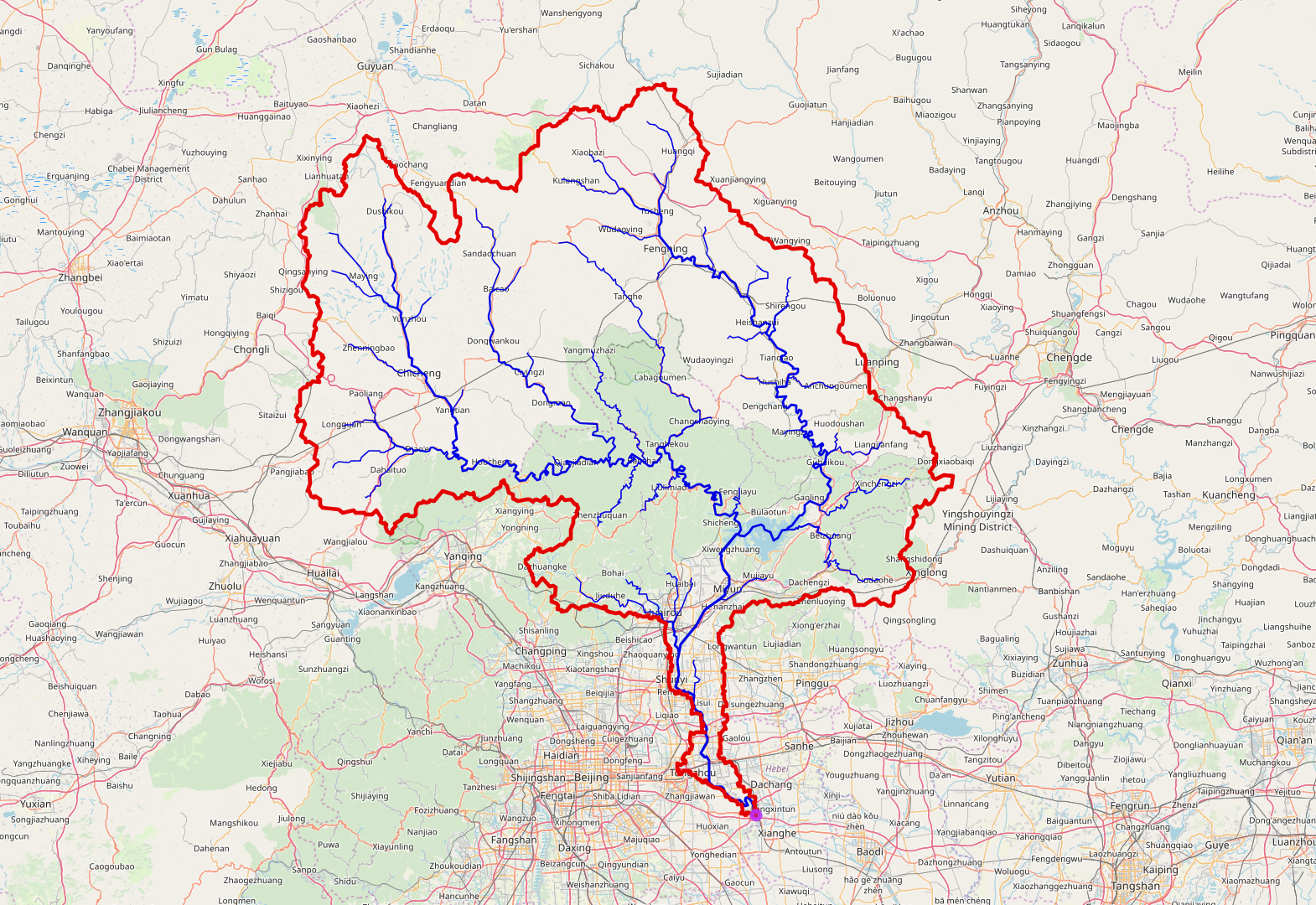
حوض نهر تشاوباي

نهر تشاوباي (بالصينية: 潮白河؛ بينيين: cháobái hé) نهر يقع شمال الصين. يبلغ طوله 458 كيلومترًا، ويتدفق من ملتقى نهري تشاو وباي عند خزان مييون في بلدية بكين، مارًا بمقاطعة خبي، ثم إلى القناة الكبرى لنظام نهر هاي في بلدية تيانجين. يبلغ متوسط عمقه 2.5 متر.